# Masahide Kanayama
Augustine Masahide Kanayama (jap. 金山 政英 Kanayama Masahide; * 1909; † November 1997) war ein japanischer Diplomat.

## Werdegang
Kanayama war von 1942 bis 1945 unter Botschafter Ken Harada an der japanischen Gesandtschaft beim Heiligen Stuhl tätig. In seiner Position versuchte er im Frühjahr 1945 Papst Pius XII. als Mittler zwischen der japanischen und der US-amerikanischen Regierung für eine vorzeitige Kapitulation zu gewinnen.
Nach Ende des Zweiten Weltkriegs folgte er Harada als Geschäftsträger am Heiligen Stuhl. 1952 ging er als Legationsrat an die japanische Botschaft auf den Philippinen, von 1954 bis 1957 war er Generalkonsul auf Hawaii. 1957 wurde er zum Generaldirektor der Europaabteilung im japanischen Außenministerium ernannt. Von 1961 bis 1963 war er Generalkonsul in New York, wo er auch zwei Jahre als Präsident der Society of Foreign Consules diente. Zwischen 1963 und 1972 war er japanischer Botschafter in Chile, Polen und Südkorea. Er schied 1972 aus dem auswärtigen Dienst aus, blieb aber in mehreren internationalen Forschungs- und Kulturorganisationen tätig.
Neun Monate nach seinem Tod 1997 wurde er auf einem katholischen Friedhof bei Seoul bestattet.

## Ehrungen
- 1960: Großes Verdienstkreuz mit Stern der Bundesrepublik Deutschland